# Angelica Raggi
Angelica Raggi (* 14. November 1998 in Terni) ist eine italienische Tennisspielerin.

## Karriere
Raggi begann im Alter von acht Jahren mit dem Tennissport und spielt bislang vor allem Turnier auf der ITF Women’s World Tennis Tour, wo sie bisher sechs Titel im Einzel und drei im Doppel gewann.

## Turniersiege

### Einzel
| Nr. | Datum             | Turnier  | Kategorie   | Belag     | Finalgegnerin         | Ergebnis      |
| --- | ----------------- | -------- | ----------- | --------- | --------------------- | ------------- |
| 1.  | 4. November 2018  | Monastir | ITF $15.000 | Hartplatz | Giulia Crescenzi      | 5:7, 6:1, 6:3 |
| 2.  | 9. Mai 2021       | Monastir | ITF W15     | Hartplatz | Anastasia Kulikova    | 7:64, 6:4     |
| 3.  | 12. Dezember 2021 | Monastir | ITF W15     | Hartplatz | Nina Radovanovic      | 4:6, 6:3, 6:4 |
| 4.  | 17. April 2022    | Monastir | ITF W15     | Hartplatz | Francesca Curmi       | 6:3, 3:6, 7:5 |
| 5.  | 19. Februar 2023  | Monastir | ITF W15     | Hartplatz | Kayo Nishimura        | 3:6, 6:2, 6:0 |
| 6.  | 17. August 2025   | Otopeni  | ITF W15     | Sand      | Cristina Díaz Adrover | 6:2, 6:2      |

### Doppel
| Nr. | Datum             | Turnier  | Kategorie   | Belag     | Partnerin          | Finalgegnerinnen                                | Ergebnis         |
| --- | ----------------- | -------- | ----------- | --------- | ------------------ | ----------------------------------------------- | ---------------- |
| 1.  | 15. Dezember 2018 | Monastir | ITF $15.000 | Hartplatz | Aurora Zantedeschi | Bojana Marinković Eliessa Vanlangendonck        | 6:4, 6:4         |
| 2.  | 9. November 2019  | Monastir | ITF $15.000 | Hartplatz | Carla Touly        | Lamis Alhussein Abdel Aziz Celestine Avomo Ella | 3:6, 6:4, [10:7] |
| 3.  | 18. März 2023     | Monastir | ITF W15     | Hartplatz | Dasha Ivanova      | Paris Corley Fernanda Labraña                   | 6:2, 6:4         |